# Dinnington (Tyne and Wear)
Dinnington är en by och civil parish i Newcastle upon Tyne i Tyne and Wear i England. Orten har 1 458 invånare (2018).